# Роксана Бальдеті
Інґрід Роксана Бальдеті Ельяс (13 травня 1962) була першою жінкою-віце-президентом Гватемали з 2012 року до відставки через корупційний скандал 2015 року.